# Lordomyrma infundibuli
Lordomyrma infundibuli é uma espécie de formiga do gênero Lordomyrma, pertencente à subfamília Myrmicinae.